# Menandro I

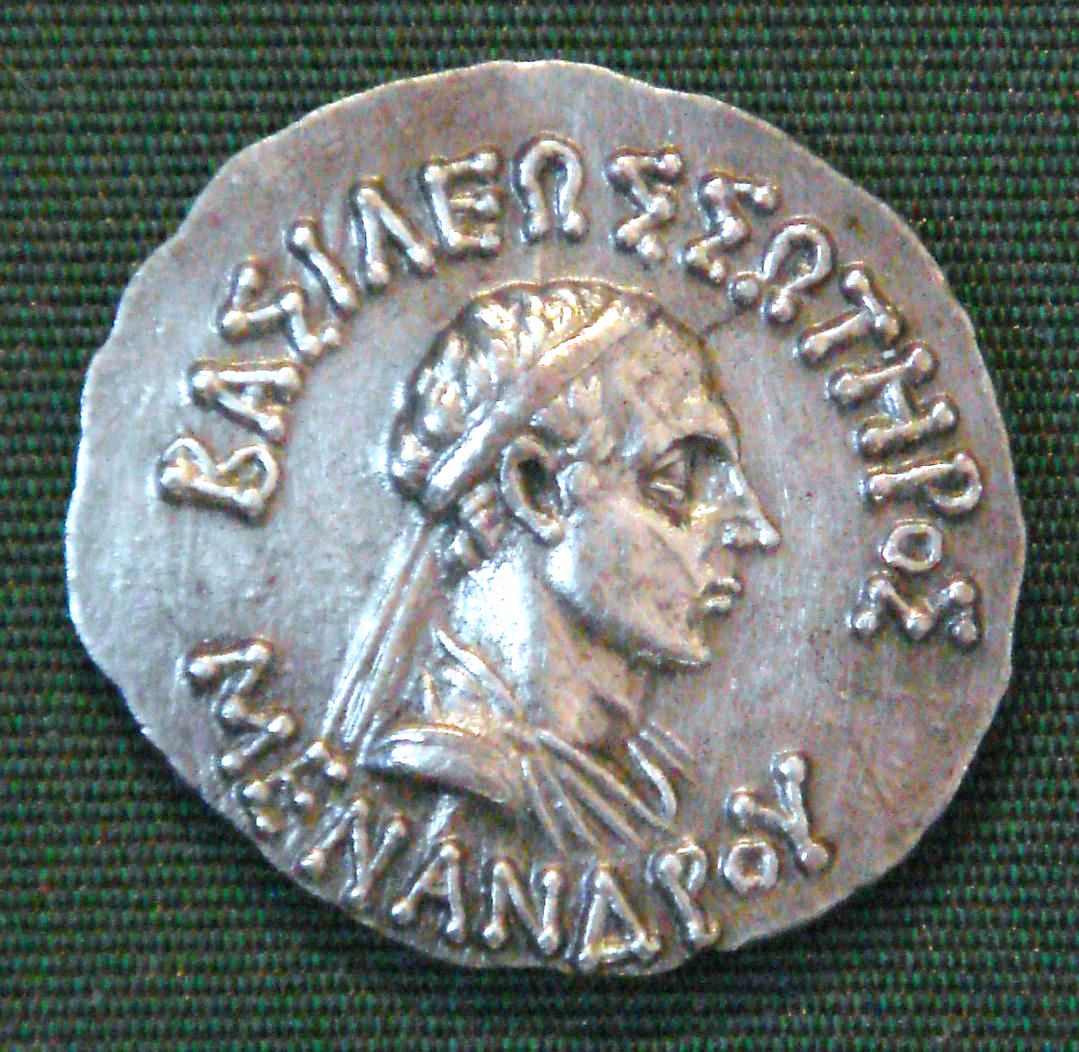

Menandro I (conhecido como Milinda em sânscrito e pali) foi um dos governantes do Reino Indo-Grego, no norte da Índia e no Paquistão dos dias atuais, de 155 ou 150 a 130 a.C. Ele é, historicamente, o primeiro ocidental documentado de ter se convertido ao budismo.

## Um renomado rei indo-grego
Os seus territórios cobriam os domínios ocidentais do império grego dividido da Báctria (das áreas de Panjshir e Capissa) e estendiam-se até a província moderna de Punjabe (no Paquistão), a maior parte dos estados indianos de Punjabe e Himachal Pradexe e a região de Jammu, com tributários difusos no sul e no leste, provavelmente alcançando Matura.
Supõe-se que a sua capital teria sido Sagala, uma cidade bastante próspera no norte de Punjabe (no Paquistão) que acredita-se ser Sialkot dos dias atuais, poucos quilômetros a oeste do que é agora a fronteira entre a Índia e o Paquistão.
Ele é um dos poucos reis bactrianos mencionados por autores gregos, entre eles Apolodoro de Artêmita, citado por Estrabão, que alega que os gregos de Báctria foram conquistadores maiores ainda que Alexandre, o Grande, e que Menandro foi um dos dois reis bactrianos, o outro sendo Demétrio, que mais estenderam o seu poder na Índia:
"Os gregos que fizeram que a Báctria se revoltasse tornaram-se tão poderosos a bem da fertilidade do país que tornaram-se mestres, não só de Ariana, mas também da Índia, como Apolodoro de Artêmita diz: e mais tribos foram subjugadas por eles que por Alexandre-- por Menandro em particular (…), que algumas foram subjugadas por ele pessoalmente e outras por Demétrio, filho de Eutidemo, o rei dos bactrianos; e eles tomaram posse, não só de Patalena, mas também, no resto da costa, do que é chamado de reino de Saraosto e Sigerdis." (Estrabão 11.11.1).

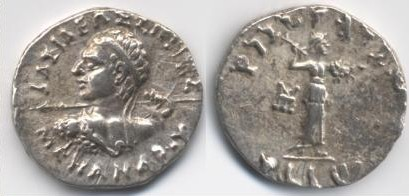
2. Dracma prateado de Menandro I ca..
Obv.: legenda no alfabeto grego, ΒΑΣΙΛΕΩΣ ΣΩΤΗΡΟΣ ΜΕΝΑΝΔΡΟΥ (BASILEOS SOTEROS MENANDROU) lit. "Rei Menandro Salvador".
legenda caroste: MAHARAJA TRATASA MENADRASA "Rei Menandro Salvador". Rev.: Atena avançando para a direita, com raio e escudo. Taxila.

Estrabão também sugere que essas conquistas gregas alcançaram a capital Pataliputra, no norte da Índia (Patna dos dias atuais):
"Aqueles que sucederam Alexandre foram ao Ganges e a Pataliputra" (Estrabão, 15.698).
Os registros indianos também descrevem ataques gregos a Matura, Panchala, Saketa e Pataliputra. Esse é particularmente o caso de algumas menções da invasão por Patanjali, por volta de 150 a.C., e do Yuga Purana, que descreve eventos históricos indianos em forma de profecia:
"Após ter conquistado Saketa, o país dos panchalas e dos maturas, os yavanas (gregos), malvados e valentes, alcançarão Kusumadhvaja. Alcançadas as grossas fortificações de lama em Pataliputra, todas as províncias estarão em desordem, sem dúvida. Enfim, uma grande batalha se seguirá." (Gargi-Samhita, Yuga Purana, No. 5).
No oeste, Menandro parece ter repelido a invasão da dinastia do usurpador greco-bactriano Eucrátides, consolidando o governo dos reis indo-gregos no norte do sub-continente indiano.
O Milinda Panha dá uma ideia dos seus métodos militares:
"Já te aconteceu, ó rei, que reis rivais levantassem contra ti como inimigos e oponentes?
-Sim, certamente.
-Então, farás, suponho, que fossos sejam escavados, e fortificações levantadas, e torres de guarda eretas, e fortalezas construídas, e armazéns de comida?
-Não. Tudo isso já fora preparado com antecedência.
-Ou serás treinado no controle de elefantes de guerra, e na habilidade em lidar com cavalos, e no uso da biga de guerra, e na arte de manobrar arco e flecha e na esgrima?
-Também não. Eu já aprendera isso antes.
-Mas por quê?
-Com o objetivo de precaver-me contra um perigo futuro."
(Milinda Panha, Livro III, Cap. 7).
O seu reinado foi longo e bem-sucedido. Numerosos achados de moedas comprovam a prosperidade e a extensão do seu império (com achados tão longe quanto a Grã-Bretanha): os achados de suas moedas são os mais numerosos e difundidos de todos os reis indo-gregos. Contudo, datas precisas do seu reinado, bem como a sua origem, continuam indefiníveis. Os historiadores supõem que Menandro foi ou o sobrinho ou um ex-general do rei greco-bactriano Demétrio I, mas agora já se pensa que os dois reis distanciam-se por pelo menos trinta anos. O predecessor de Menandro em Punjabe parece ter sido o rei Apolodoto I.
O império de Menandro sobreviveu, após ele, de uma maneira fragmentada, até o desaparecimento do último rei grego, Estrato II, por volta do ano 10.
Menandro foi o primeiro rei indo-grego a introduzir a representação de Atena Alcidemo ("Atena, salvadora do povo") nas suas moedas, provavelmente em referência a uma estátua semelhante de Atena Alcidemo em Pela, capital da Macedônia. Esse cunho foi usado, subsequentemente, pela maioria dos reis indo-grego posteriores.

## Menandro e o budismo

### O Milinda Panha
Segundo a tradição, Menandro converteu-se ao budismo, como descrito no Milinda Panha, um texto budista clássico em pali sobre as discussões entre Milinda (Menandro) e o sábio budista Nagasena. Ele é descrito como sendo constantemente acompanhado por uma guarda de 500 soldados gregos ("Yonaka").
No Milinda Panha, Menandro é introduzido como
"Rei da cidade de Sâgala na Índia, Milinda, como é chamado, instruído, eloquente, sábio e hábil; e um fiel observador de todos os vários atos de devoção e cerimônia realizados com os seus próprios hinos sagrados concernindo as coisas passadas, presentes e por vir. Muitas eram as artes e ciências que ele conhecia--a tradição sagrada e a lei secular; o Sânkhya, a Ioga, o Nyânya e os sistemas vaiseshika de filosofia; aritmética; música; medicina; os quatro Vedas, os Puranas e os Itihâsas; astronomia, mágica, causalidade, e feitiços; a arte da guerra; poesia. Como um disputante era difícil se equiparar, mais difícil ainda de se superar; o reconhecido superior de todos os fundadores das várias escolas filosóficas. E tanto em sabedoria quanto em força corporal, de vivacidade e de valor não existia, na Índia, ninguém igual a Milinda. Ele também era rico, poderoso em riqueza e em prosperidade, e o número dos seus soldados armados era infindável." (As Perguntas do Rei Milinda, traduzido para o inglês por T. W. Rhys Davids, 1890).
As tradições budistas relatam que, logo após as suas discussões com Nāgasena, Menandro adotou o budismo:
"Que o venerável Nagâsena aceite-me como um defensor da fé, como um verdadeiro convertido, de hoje em diante até o quanto mais a vida durar!" (As Perguntas do Rei Milinda, traduzido para o inglês por T. W. Rhys Davids, 1890).
Então, ele entregou o reino ao seu filho e retirou-se do mundo:
"E depois, deleitando-se com a sabedoria do Mais Velho, ele entregou o reino ao seu filho, e, abandonando a sua casa, cresceu em discernimento e alcançou o Arhat!" (As Perguntas do Rei Milinda, traduzido para o inglês por T. W. Rhys Davids, 1890).
Contudo, além desse documento, pouco existe para indicar que Menandro de fato abandonou o trono em favor de seu filho. Baseado em evidência numismática, Sir Tarn acredita que ele de fato morreu, deixando sua esposa Agatocléia como regente até que seu filho pudesse governar no seu lugar. Apesar do sucesso do seu reinado, é claro que, depois da sua morte, o seu império dividiu-se em uma variedade de reinos indo-gregos sucessores, de variados tamanhos e estabilidades.

### Outros relatos indianos
- Um relevo do século II a.C. de uma estupa budista em Barhut, no leste de Madia Pradexe (hoje, no Indian Museum, em Calcutá), representa um soldado estrangeiro com o cabelo encaracolado de um grego e um laço real com pontas ondeantes de um rei grego, e pode ser um retrato de Menandro. Na sua mão esquerda, ele segura um ramo de hera, símbolo de Dionísio. Também, partes de sua roupa, com colunas de dobras geométricas, são caracteristicamente helenísticas em estilo. Na sua espada, aparece o símbolo budista das três jóias, ou Triratna.
- Um reliquário budista encontrado em Bajaur tem uma inscrição dedicatória referindo-se ao "décimo primeiro dia do mês de Kārttika" de um certo ano no reino de "Mahārāja Minadra" ("Grande Rei Menandro"):

"Minadrasa maharajasa Katiassa divasa 4 4 4 11 pra[na]-[sa]me[da]… (prati)[thavi]ta pranasame[da]… Sakamunisa"
"No décimo primeiro dia do Kārttika, no reino de Mahārāja Minadra, (no ano …), (a relíquia corporal) de Sidarta Gautama, que é dotada de vida… foi estabelecida".
- De acordo com uma fonte indiana antiga, o Mahavamsa, monges gregos parecem ter sido fazedores ativos de prosélito do budismo durante o tempo de Menandro: o Mahadhammarakkhita yona (grego) (sânscrito):

Mahadharmaraksita é dito de ter vindo de "Alasandra" (que pensa-se ser Alexandria do Cáucaso), a cidade fundada por Alexandre, o Grande, perto do Cabul de hoje) com 30 000 monges para a cerimônia de fundação do Maha Thupa ("Grande estupa") em Anuradhapura, em Sri Lanka, durante o século II a.C.:
"De Alasandra, a cidade dos yonas, vieram os yonas Mahadhammarakkhita, com trinta mil bhikkhus." (Mahavamsa, XXIX).
Esses elementos tendem a indicar a importância do budismo nas comunidades gregas do norte da Índia, e o papel proeminente que tinham os monges budistas gregos nelas, provavelmente sob o patrocínio de Menandro.

### "Menandro, o Justo, Seguidor do Darma"
Um segundo rei chamado Menandro, com o epíteto Dicaio ("O Justo"), governou em Punjabe posterior a 100 a.C. Estudiosos mais antigos, como A. Cunningham e W. W. Tarn, acreditavam que tinha um só Menandro e presumiram que o rei mudara o seu epíteto e/ou foi expulso dos seus domínios no oeste. Várias coincidências os levaram a essa suposição:
- Os retratos dos dois são relativamente semelhantes, e Menandro II geralmente parece mais velho que Menandro I.
- As moedas de Menandro II apresentam vários símbolos budistas, que foram interpretados como prova da conversão mencionada no Milinda Panha.
- O epíteto Dicaio foi traduzido em caroste para Dharmikasa, que significa "Seguidor do Dharma", e foi interpretado igualmente.

Contudo, numismatas modernos, como Bopearachchi e R. C. Senior, mostraram, por diferenças em achados de moedas, estilos e monogramas, que tinha realmente dois governantes distintos. O segundo Menandro pode ter sido descendente do primeiro, e os seus símbolos budistas seriam uma alusão à conversão do seu grande ancestral.

## A morte de Menandro
Plutarco (Praec. reip. ger. 28, 6) relata que Menandro morreu em batalha numa campanha, diferindo, então, da versão do Milinda Panha. Plutarco mostra Menandro como um exemplo de um líder benévolo, contrastando-o com os tiranos de que ele não gostava, como Dionísio I, e continua explicando que as suas cidades disputaram pela honra de enterrá-lo, dividindo, enfim, as suas cinzas e colocando-as em "monumentos" (possivelmente estupas).
"Mas quando um Menandro, que reinara graciosamente sobre os bactrianos, morreu em batalha, as cidades, por consentimento comum, celebraram o seu funeral; mas, tendo disputado as suas relíquias, dificultosamente eles acordaram que, as suas cinzas sendo distribuídas, cada um levaria uma parte igual, e todos edificariam monumentos a ele." (Plutarco, "Preceitos Políticos" Praec. ger. 28, 6).
Apesar dos seus muitos sucessos, os últimos anos de Menandro foram carregados com outra guerra civil, dessa vez contra Zoilos I, que reinava em Gandara.
O Milinda Panha dá algum auxílio à ideia de que a posição de Menandro era precária, uma vez que o descreve sendo, de certo modo, colocado em uma posição difícil por inúmeros inimigos em um território circunscrito.
Após uma longa discussão, "Nagasaka perguntou-se "apesar de o rei Milinda estar contente, ele não dá sinal de o estar". Menandro responde: "Se eu tivesse de partir de casa, para viver sem lar, eu não viveria muito, tantos são os meus inimigos" (Milinda Panha, Livro III, Cap. 7, citado em Bopearachchi).

### Teorias quanto aos sucessores de Menandro
Menandro foi o último rei indo-grego mencionado por historiadores antigos, portanto, a sua sucessão é difícil de se determinar.
a) A visão tradicional, apoiada por W. W. Tarn e Bopearachchi, é de que Menandro foi sucedido pela sua rainha, Agatocleia, que ficou como regente até que o seu filho, Estrato I, se tornasse adulto e subisse ao trono.
Estrato I usou o mesmo reverso que Menandro I: Atena arremessando um raio; também usou o título "Sóter".
De acordo com essa visão, Agatocleia e Estrato I só conseguiram manter-se nas regiões orientais do reino, Punjabe e, às vezes, Gandara. Paropamísades e Pushkalavati foram tomadas por Zoilos I, talvez porque alguns dos súditos de Agatocleia estivessem relutantes em aceitar um rei menino com uma rainha regente.
b) Contra essa visão, R. C. Senior e outros numismatas, como David Bivar, sugeriram que Estrato I tivesse reinado várias décadas após Menandro: eles apontam que os monogramas de Estrato e Agatocleia geralmente são diferentes dos de Menandro, e que os achados de artigos também os associam a reis posteriores.
Nesse enredo, Menandro foi sucedido, por um breve tempo, pelo seu filho Traso, do qual só uma única moeda é conhecida. Após o assassinato de Traso, reis como Zoilos I e Lísias, competindo, podem ter tomado o reino de Menandro. A dinastia de Menandro teria sido, então, destronada e não retornaria ao poder até muito tempo depois, com Nícias, que teria governado um pequeno principado no vale do Cabul.

## Legado

### Budismo
De modo geral, a conversão de Menandro ao budismo sugerida no Milinda Panha parece ter causado o uso de símbolos budistas de uma forma ou outra na cunhagem de quase metade dos reis que o sucederam, especialmente todos os reis posteriores a Menandro registrados como governantes de Gandara (fora o pouco conhecido Demétrio III).
Tanto por causa da sua conversão quanto por causa da sua expansão territorial sem igual, Menandro pode ter contribuído com a expansão do budismo na Ásia Central. Apesar de que o espalhamento do budismo na Ásia Central e na Ásia Setentrional ser geralmente associada com os cuchãs um século ou dois depois, existe uma possibilidade de ter sido introduzida nessas regiões a partir de Gandara "ainda mais cedo, durante a época de Demétrio I e Menandro" (Puri, "Buddhism in Central Asia").

### Representação do Buda

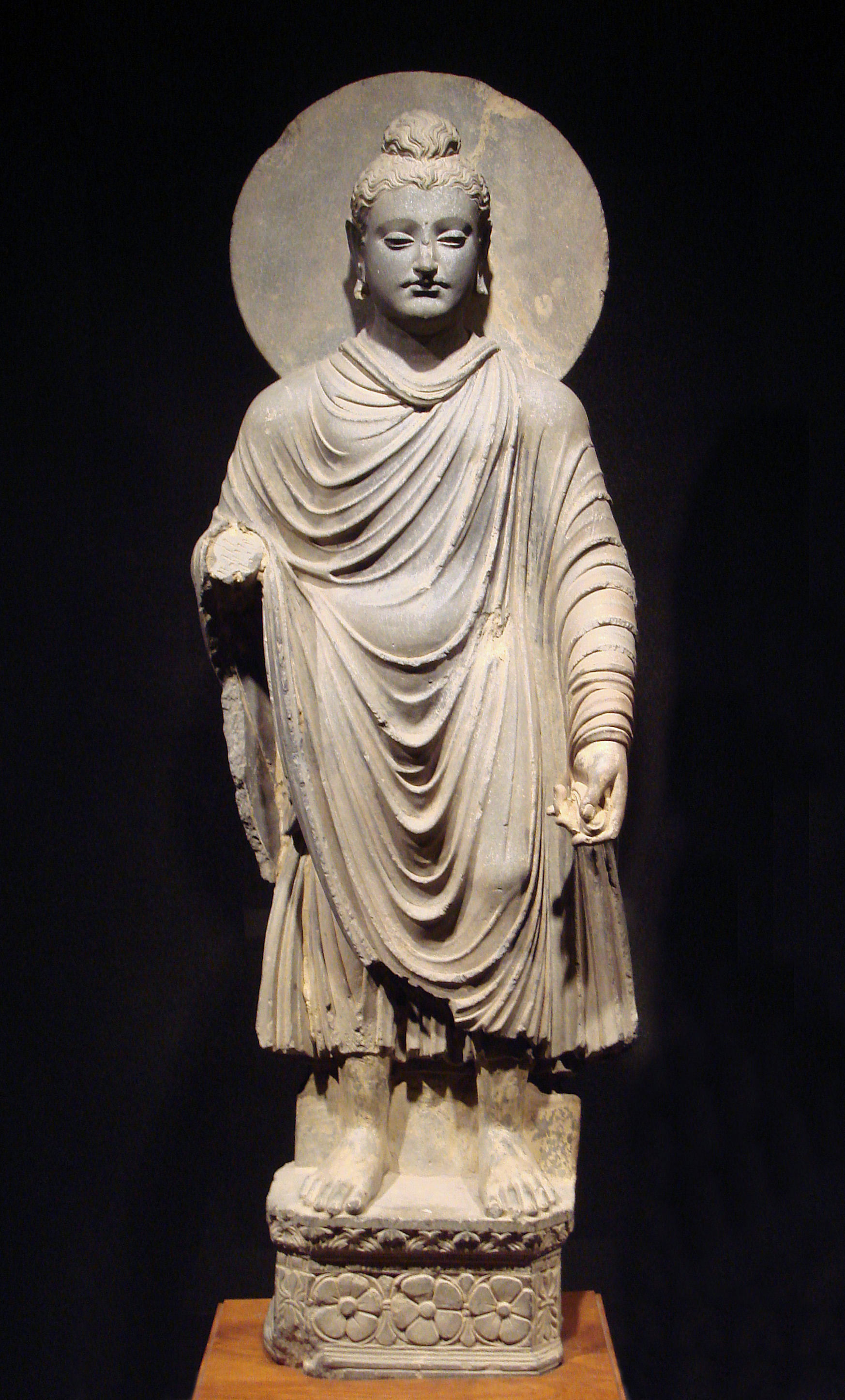
Uma das primeiras representações conhecidas do Buda, Gandara.

A representação antropomórfica do Buda é inexistente na cunhagem indo-grega, sugerindo que os indo-gregos respeitavam a regra não-icônica para representações budistas, limitando-as a apenas símbolos budistas.
A representação atual do Buda teria sido um fenômeno posterior, geralmente datado do primeiro século, emergindo do patrocínio do Império Cuchana e executado pelos artistas gregos e, posteriormente, indianos e, possivelmente, romanos. A datação das estátuas grego-budistas geralmente é incerta, mas pelo menos está firmemente estabelecida no primeiro século.
Outra possibilidade é a de que os indo-gregos possam não ter considerado o Buda estritamente como um deus, mas sim como um sábio ou filósofo essencialmente humano. Como os filósofos eram geralmente representados em estátuas (mas não em moedas) na Antiguidades, os indo-gregos podem ter começado a representar o Buda antropomorficamente, só em estátuas, por volta do século II-I a.C., como advogado por Foucher e sugerido por murais chineses, trazidos da Ásia Central em 120 a.C. (ver figura), representando o imperador Wudi adorando estátuas do Buda. Uma tradição indo-chinesa também explica que Nagasena, também conhecido como o professor budista de Menandro, criou, em 43 a.C., na cidade de Pataliputra, uma estátua do Buda, o Buda de Esmeralda, que foi posteriormente levado à Tailândia.
Estilisticamente, as moedas indo-gregas geralmente apresentam um nível muito alto de realismo artístico helenístico, que decaiu drasticamente por volta de 50 a.C. com as invasões dos indo-citas, de iuechis e dos indo-partas. As primeiras estátuas conhecidas do Buda também são muito realistas e helenísticas em estilo, e são mais condizentes com o nível artístico pré-50 a.C. visto nas moedas.
Isto tenderia a sugerir que as primeiras estátuas foram criadas entre 130 a.C. (morte de Menandro) e 50 d.C., o tempo preciso em que o simbolismo budista apareceu na cunhagem indo-grega. Desde essa época, Menandro e os seus sucessores podem ter sido os propagadores-chave das idéias e representações budistas: "o espalhamento do budismo gandarano pode ter sido estimulado pelo patronado real de Menandro, bem como o desenvolvimento e propagação da escultura gandarana, que parece tê-lo acompanhado." (McEvilly, "The shape of ancient thought", p. 378).

## Citações
1. ↑  "Moedas indo-gregas, indo-citas e indo-partas do Instituto Smithsoniano", Instituto Smithsoniano, Bopearachchi, pp. 19, citando a análise de N. G. Majumdar, D. C. Sicar, S. Konow
2. ↑  "Moedas indo-gregas, indo-citas e indo-partas do Instituto Smithsoniano", Instituto Smithsoniano, Bopearachchi, pp. 33